# Koče, Kočevje
Koče so naselje v občini Kočevje.